# Гелена Еєсон
Гелена Еєсон (швед. Helena Ejeson; нар. 3 січня 1981) — колишня шведська тенісистка.
Найвищу одиночну позицію світового рейтингу — 442 місце досягла 12 серпня 2002, парну — 198 місце — 21 липня 2003 року.
Здобула 3 парні титули.

## Фінали ITF
| турніри $25,000 |
| турніри $10,000 |

### Парний розряд: 10 (3–7)
| Результат | Ранг | Дата              | Турнір                      | Покриття | Партнерка               | Суперниці                           | Рахунок         |
| --------- | ---- | ----------------- | --------------------------- | -------- | ----------------------- | ----------------------------------- | --------------- |
| Поразка   | 1.   | 29 листопада 1999 | Майорка, Іспанія            | Ґрунт    | Беатріс Кабрера Росендо | Габріела Хмелінова Петра Рацлавська | 0–6, 5–7        |
| Поразка   | 2.   | 13 серпня 2001    | Лондон, Велика Британія     | Тверде   | Клер Каррен             | Ева Ербова Орелі Веді               | 6–7(4–7), 3–6   |
| Поразка   | 3.   | 23 вересня 2001   | Глазго, Шотландія           | Тверде   | Ева Ербова              | Патті ван Аккер Леслі Буткевіч      | 2–6, 2–6        |
| Поразка   | 4.   | 17 червня 2002    | Велп, Нідерланди            | Ґрунт    | Кіка Гоґендорн          | Сандра Клеменшиц Даніела Клеменшиц  | 2–6, 1–6        |
| Перемога  | 1.   | 10 вересня 2002   | Хіросіма, Японія            | Ґрунт    | Андреа Мунх-Германсен   | Таґуті Кейко Іноуе Майко            | 3–6, 6–3, 6–2   |
| Поразка   | 5.   | 30 березня 2003   | Рабат, Марокко              | Ґрунт    | Гелена Норфельд         | Шанелль Схеперс Даніела Клеменшиц   | 3–6, 2–6        |
| Поразка   | 6.   | 7 липня 2003      | Торунь, Польща              | Ґрунт    | Мірейлл Діттманн        | Зузана Гейдова Олена Антипіна       | 3–6, 3–6        |
| Перемога  | 2.   | 15 вересня 2003   | Сандерленд, Велика Британія | Тверде   | Клер Каррен             | Кім Кілсдонк Ніколь Кріз            | 6–2, 6–1        |
| Перемога  | 3.   | 28 жовтня 2003    | Ноттінгем, Велика Британія  | Тверде   | Оса Свенссон            | Івонн Дойл Карен Нуджент            | 6–3, 7–6(13-11) |
| Поразка   | 7.   | 5 квітня 2004     | Каїр, Єгипет                | Ґрунт    | Аннетте Кольб           | Сімона Добра Гана Шромова           | w/o             |